# Lorrie Fair
Lorraine Ming Fair, dite Lorrie Fair, née le 5 août 1978 à Los Altos, est une joueuse américaine de soccer des années 1990 et 2000, évoluant au poste de milieu de terrain.

## Biographie
Elle est internationale américaine à 120 reprises de 1996 à 2005, marquant 7 buts. Elle est sacrée championne du monde en 1999 et est médaillée d'argent aux Jeux olympiques d'été de 2000.